# Steven Moffat
Steven Moffat (ur. 18 listopada 1961 w Paisley) – brytyjski scenarzysta oraz producent telewizyjny. Najbardziej znany jako były producent serialu Doktor Who (2010-2017) oraz współautor i producent Sherlocka, a także współscenarzysta filmu Stevena Spielberga Przygody Tintina.

## Kariera
Moffat ukończył studia w zakresie anglistyki na uniwersytecie w Glasgow; już jako student udzielał się w miejscowej studenckiej stacji telewizyjnej. Po ukończeniu studiów pracował krótko jako nauczyciel. Na przełomie lat 80. i 90. rozpoczął karierę scenarzysty. Jego pierwszym projektem był sitcom Press Gang, emitowany w ITV w latach 1989-1993, nagrodzony nagrodą BAFTA.
Kolejnym projektem Moffata był także sitcom, Joking Apart (1993-95), oparty na osobistych przeżyciach związanych z rozstaniem z pierwszą żoną. Swoje doświadczenie w pracy w szkole Moffat wykorzystał z kolei w Chalk, kolejnym napisanym przez siebie serialu (1997). W latach 2000–2004 pracował nad sitcomem Coupling, opowiadającym o historii kilku par, w tym – Steve’a i Susan, opartych na postaciach samego Moffata i jego drugiej żony, producentki telewizyjnej Sue Vertue. W roku 2007 Moffat napisał scenariusz i wyprodukował Jekylla, współczesną luźną adaptację powieści Roberta Louisa Stevensona Doktor Jekyll i pan Hyde.
Moffat, który deklaruje się jako wieloletni fan serialu Doktor Who, rozpoczął współpracę z jego twórcami od publikacji opowiadań osadzonych w świecie serii. W roku 1997 napisał scenariusz parodystycznego filmu Doctor Who and the Curse of Fatal Death, w którym zagrali między innymi Rowan Atkinson, Richard E. Grant, Jim Broadbent, Hugh Grant, Joanna Lumley, Julia Sawahla i Jonathan Pryce. Stała obecność Moffata w serialu rozpoczęła się wraz ze wznowieniem jego produkcji, czyli w roku 2005, kiedy napisał on scenariusz do dwuodcinkowej historii Puste dziecko / Doktor tańczy, a następnie jeszcze do kilku innych odcinków. Od roku 2010 pełni również funkcję producenta serialu. Za swoje scenariusze Moffat wielokrotnie nominowany był zarówno do nagród telewizyjnych (Emmy), jak i tych związanych z fantastyką (Hugo oraz Nebula).
Jednocześnie w 2010 roku Moffat, wraz z Markiem Gatissem rozpoczęli prace nad serialem Sherlock – uwspółcześnioną wersją historii Sherlocka Holmesa. Główne role grają w nim Benedict Cumberbatch (Holmes) i Martin Freeman (doktor Watson).

## Scenariusz
| Produkcja                               | Uwagi | Kanał telewizyjny |
| --------------------------------------- | --- | ----------------- |
| Press Gang                              | 43 odcinki (1989–1993) | ITV               |
| Stay Lucky                              | The Devil Wept in Leeds (1990) | ITV               |
| Joking Apart                            | 13 odcinków (1991–1995) | BBC2              |
| Murder Most Horrid                      | Overkill (1994) Dying Live (1996) Elvis, Jesus and Zack (1999) | BBC2              |
| Chalk                                   | 12 odcinków (1997) | BBC1              |
| Doctor Who and the Curse of Fatal Death | Comic Relief (1999) | BBC One           |
| Coupling                                | 28 odcinków (2000–2004) | BBC Two BBC Three |
| Doktor Who                              | Puste dziecko / Doktor tańczy (2005) Dziewczynka w kominku (2006) Mrugnięcie (2007) Time Crash (mini-odcinek dla Children in Need, 2007) Cisza w bibliotece / Las śmierci (2008) 2010: - Jedenasta godzina - Bestia na dole - Czas Aniołów / Kamienne ciała - Otwarcie Pandoriki / Wielki Wybuch - Opowieść wigilijna 2011: - Space / Time (2 mini-odcinki dla Comic Relief) - Niemożliwy astronauta / Lądowanie na Księżycu - Dobry człowiek idzie na wojnę / Zabijmy Hitlera - Ślub River Song - Doktor, wdowa i stara szafa 2012: - Planeta obłąkanych Daleków - Anioły na Manhattanie - Bałwany 2013: - Dzwony Świętego Jana - Imię Doktora - The Last Day oraz The Night of The Doctor (2 mini-odcinki) - Dzień Doktora - Czas Doktora 2014: - Głęboki oddech - Wnętrze Daleka (wspólnie z Philem Fordem) - Posłuchaj - Skok na czas (wspólnie ze Stephenem Thompsonem) - Woźny (wspólnie z Garethem Robertsem) - Ciemna woda / Śmierć w niebie - Ostatnia gwiazdka 2015: - Pomocnica czarodzieja / Sługa wiedźmy - Dziewczyna, która umarła (wraz z Jamiem Mathiesonem) - Odwróceni Zagończycy (wraz z Peterem Harnessem) - Z nieba zesłane - W drodze do piekła - Mężowie River Song 2016: - The Return of Doctor Mysterio | BBC One           |
| Jekyll                                  | 6 odcinków (2007) | BBC One           |
| Sherlock                                | Studium w różu (niewyemitowany pilot, 2009) Studium w różu (2010) Skandal w Belgrawii (2012) Jego ostatnia przysięga (2014) | BBC One           |
| Przygody Tintina                        | napisany wspólnie z Edgarem Wrightem i Joem Cornishem (2011) | N/A               |